# Baanwielrennen op de Paralympische Zomerspelen 2024 - Achtervolging mannen C2
Het onderdeel achtervolging mannen C2 van het baanwielrennen tijdens de Paralympische Zomerspelen 2024 vond plaats in de Vélodrome de Saint-Quentin-en-Yvelines , Frankrijk. Deze klasse is voor de renners die beperkingen hebben aan de benen, armen en/of romp, maar wel in staat zijn een standaardracefiets te gebruiken. De Paralympisch kampioen van 2020 was de Fransman Alexandre Léauté, hij wist in 2024 zijn titel te prolongeren, het zilver was voor de Belg Ewoud Vromant en het brons werd gewonnen door de Brit Matthew Robertson.

## Opzet competitie
De competitie begint met een kwalificatieronde waarin het een onderlinge race tussen de 12 renners omvat; alle 12 renners worden verdeeld in 6 heats (dus 1 heat bestaat uit 2 renners). De twee snelste renners in de kwalificatie kwalificeren zich voor de gouden finale, terwijl de derde en vierde snelste zich kwalificeren voor de de bronzen finale, waar ze tegen elkaar zullen racen. De afstand van dit evenement bedraagt 3 km. Zowel de finales als de kwalificatieronde worden op één dag verreden. 

## Uitslag

### Kwalificatie
| # | Heat | Renner              | Renner | tijd     | tijd   |
| - | ---- | ------------------- | ------ | -------- | ------ |
| 1 | 5    | Alexandre Léauté    | FRA    | 3:24.298 | QG, WR |
| 2 | 4    | Ewoud Vromant       | BEL    | 3:27.640 | QG     |
| 3 | 3    | Matthew Robertson   | GBR    | 3:28.373 | QB     |
| 4 | 4    | Shota Kawamoto      | JPN    | 3:29.875 | QB     |
| 5 | 5    | Darren Hicks        | AUS    | 3:33.098 |        |
| 6 | 2    | Golibbek Mirzoyarov | UZB    | 3:52.446 |        |
| 7 | 3    | Telmo Pinão         | POR    | 3:59.150 |        |
| 8 | 2    | Esteban Goddard     | PAN    | 4:15.860 |        |
| 9 | 1    | Arshad Shaik        | IND    | 4:20.949 |        |

### Gouden finale
| #      | Renner           | Renner |          |  |
| ------ | ---------------- | ------ | -------- |  |
| Goud   | Alexandre Léauté | FRA    | 3:26.015 |  |
| Zilver | Ewoud Vromant    | BEL    | 3:28.062 |  |

### Bronzen finale
| #     | Renner            | Renner | tijd     |
| ----- | ----------------- | ------ | -------- |
| Brons | Matthew Robertson | GBR    | 3:30.497 |
| 4     | Shota Kawamoto    | JPN    | 3:33.488 |